# Женская сборная Боснии и Герцеговины по волейболу
Женская национальная сборная Боснии и Герцеговины по волейболу (босн. Ženska odbojkaška reprezentacija Bosne i Hercegovine) — представляет Боснию и Герцеговину на международных соревнованиях по волейболу. Управляющей организацией выступает Волейбольный союз Боснии и Герцеговины (Odbojkaški savez Bosne i Hercegovine — OSBIH) .

## История
Через год после распада Югославии в 1993 году на территории двух частей Боснии и Герцеговины были образованы независимые друг от друга Волейбольный союз Федерации Боснии и Герцеговины (в том же году принятый в ФИВБ и ЕКВ) и Волейбольный союз Республики Сербской. Лишь в апреле 2009 эти две организации на основе добровольной ассоциации образовали Волейбольный союз Боснии и Герцеговины.
Женская волейбольная сборная Боснии и Герцеговины вышла на международную арену гораздо позже других четырёх национальных команд стран, возникших на территории Югославии, что было связано с последствиями войны на её территории и организационными неурядицами. При этом волейболистки из Республики Сербской присоединились к единой сборной лишь после 2009 года. Дебютным турниром для национальной команды Боснии и Герцеговины стал отборочный турнир чемпионата мира 2006. В первом своём матче, прошедшем 27 апреля 2005 года во французском Сен-Дье-де-Вож, боснийские волейболистки уступили сборной Норвегии со счётом 1:3. В дальнейшем по ходу турнира дебютантки потерпели поражения и в остальных трёх поединках, заняв в группе последнее место и выбыв из борьбы за путёвку на мировое первенство.
В последующие годы сборная Боснии и Герцеговины приняла участие ещё в 8 квалификационных турнирах чемпионатов мира и Европы, но каждый раз не могла составить конкуренции более сильным соперникам. 
В 2021 году под руководством сербского тренера Стевана Любичича боснийская сборная впервые смогла отобраться на чемпионат Европы. Кроме этого, сборная Боснии и Герцеговины дебютировала в серебряной Евролиге и выиграла соревнования в этом втором по значимости дивизионе турнира.

## Результаты выступлений

### Олимпийские игры
- 1996 — не участвовала
- 2000 — не участвовала
- 2004 — не участвовала
- 2008 — не участвовала
- 2012 — не квалифицировалась
- 2016 — не участвовала
- 2020 — не участвовала
- 2024 — не участвовала

### Чемпионаты мира
| - 1994 — не участвовала - 1998 — не участвовала - 2002 — не участвовала - 2006 — не квалифицировалась - 2010 — не квалифицировалась | - 2014 — не квалифицировалась - 2018 — не квалифицировалась - 2022 — не квалифицировалась - 2025 — не квалифицировалась |

### Чемпионаты Европы
| - 1993 — не участвовала - 1995 — не участвовала - 1997 — не участвовала - 1999 — не участвовала - 2001 — не участвовала - 2003 — не участвовала - 2005 — не участвовала - 2007 — не квалифицировалась - 2009 — не квалифицировалась | - 2011 — не квалифицировалась - 2013 — не участвовала - 2015 — не квалифицировалась - 2017 — не квалифицировалась - 2019 — не квалифицировалась - 2021 — 17—20-е место - 2023 — 17—20-е место - 2026 — отказ от участия |

- 2021: Айла Параджик, Жана Драгутинович, Милан Божич, Айла Хаджич, Тамара Джапа, Ивана Радович, Анджелка Радишкович, Эдина Бегич, Эла Клопич, Эдина Селимович, Милица Ивкович, Дженита Рашидович, Елена Бабич, Даяна Бошкович. Тренер — Стеван Любичич.
- 2023: Айла Параджик, Ана Зекич, Милан Божич, Дора Брашнич, Иман Исанович, Анджелка Радишкович, Эдина Бегич, Милица Ивкович, Майя Ласич, Эдина Селимович, Милица Ивкович, Йована Биберджич, Даяна Бошкович, Нина Джукич. Тренер — Стеван Любичич.

### Евролига
До 2019 в розыгрышах Евролиги сборная Боснии и Герцеговины участия не принимала.
- 2021 — 12-е место (1-е в Серебряной лиге)
- 2022 — 5—6-е место
- 2023 — 7—9-е место
- 2024 — отказ от участия

- 2021: Айла Параджик, Жана Драгутинович, Милан Божич, Айла Хаджич, Ивана Радович, Анджелка Радишкович, Эдина Бегич, Эла Клопич, Эдина Селимович, Милица Ивкович, Дженита Рашидович, Елена Бабич, Даяна Бошкович, Иман Исанович. Тренер — Стеван Любичич.
- 2022: Айла Параджик, Жана Драгутинович, Милан Божич, Дора Брашнич, Иман Исанович, Ивана Радович, Анджелка Радишкович, Барбара Челар, Драгана Стеванович, Настя Илич, Милица Ивкович, Йована Баберджич, Сара Миркович, Елена Бабич, Даяна Бошкович. Тренер — Стеван Любичич.

### Средиземноморские игры
- 2009 — 5-е
- 2018 — 9—12-е место

## Состав
Сборная Боснии и Герцеговины в соревнованиях 2023 года (Евролига, чемпионат Европы)
| №    | Имя, фамилия        | Год рождения | Рост | Амплуа      | Клуб                        |
| ---- | ------------------- | ------------ | ---- | ----------- | --------------------------- |
| 1    | Айла Параджик       | 1994         | 189  | центральная | «Пэ д’Э» Венель             |
| 2    | Ана Зекич           | 2005         | 179  | нападающая  |                             |
| 3    | Милана Божич        | 2000         | 184  | связующая   | «Висбаден»                  |
| 4    | Дора Брашнич        | 2006         | 155  | либеро      | «Орашье»                    |
| 5    | Иман Исанович       | 1999         | 188  | нападающая  | Университет штата Вашингтон |
| 6    | Ивана Радович       | 2000         | 185  | нападающая  | «Гацко»                     |
| 7    | Анджелка Радишкович | 1992         | 182  | нападающая  | «Кальцит» Камник            |
| 8    | Сара Маркович       | 2002         | 188  | центральная | «Баня-Лука Волей» Баня-Лука |
| 9,18 | Драгана Стеванович  | 2003         | 178  | связующая   | «Срем» Сремска-Митровица    |
| 9    | Эдина Бегич         | 1992         | 185  | нападающая  | «Кузейбору» Аксарай         |
| 10   | Майя Ласич          | 1999         | 188  | центральная | «ТИ воллей» Инсбрук         |
| 11   | Ана Терзич          | 2005         | 182  | центральная | «Бимал-Единство» Брчко      |
| 11   | Эдина Селимович     | 1991         | 186  | центральная | «Волеро» Цюрих              |
| 12   | Милица Ивкович      | 1994         | 172  | либеро      | «Спартак» Суботица          |
| 13   | Йована Биберджич    | 2001         | 182  | нападающая  | «Вампула» Гуйттинен         |
| 14   | Эма Клопич          | 2006         | 184  | центральная | «Омладинац» Нови-Бановци    |
| 15   | Амина Билюбашич     | 2005         | 182  | нападающая  | «Игман» Илиджа              |
| 17   | Даяна Бошкович      | 1994         | 186  | нападающая  | «Энерга» Калиш              |
| 18   | Анджела Ковач       | 2000         | 183  | нападающая  | «Виести» Сало               |
| 22   | Нина Джукич         | 1998         | 187  | нападающая  | «Лука Копер» Копер          |

- Главный тренер —  Стеван Любичич.
- Тренеры — Радмила Маркович,  Далибор Любоевич.